# 巴拉岛

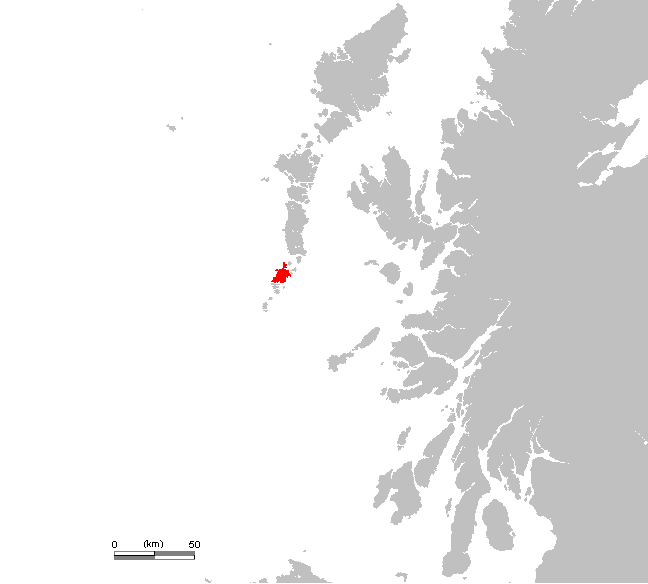
巴拉岛位置圖

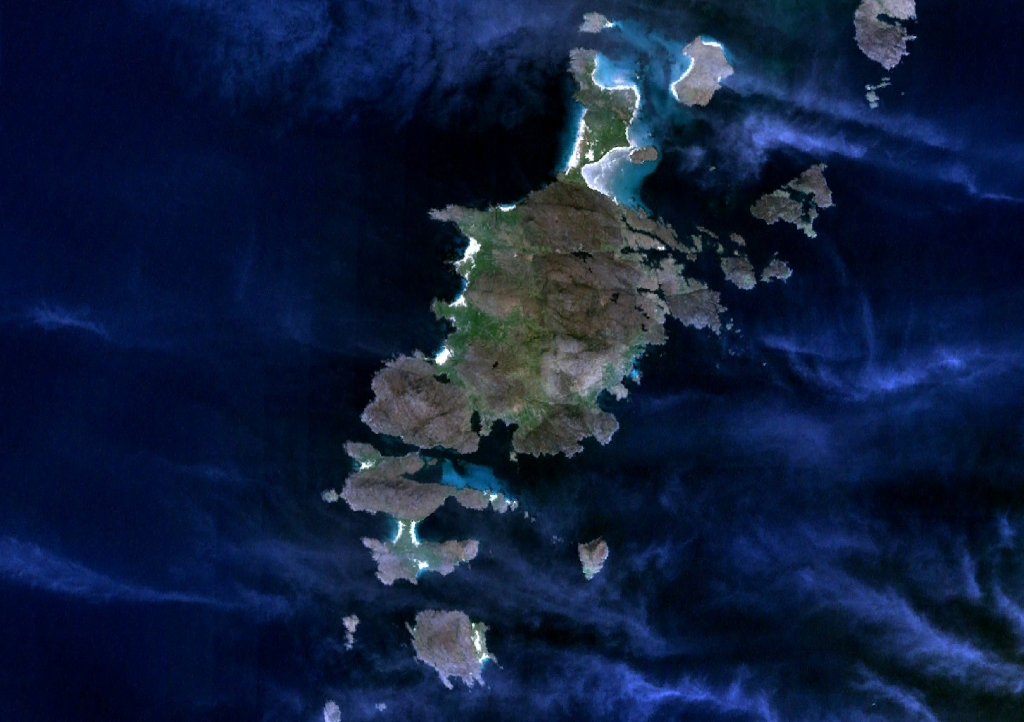
巴拉岛的衛星照片

巴拉岛，是座英國苏格兰外赫布里底群岛中的一个岛屿，除了相邻的Vatersay，它是群岛中最南端的有人居住的岛屿。
岛上居民大多是苏格兰盖尔人，据2001年人口普查，总人口有1078人。全岛面积约为23平方英里，岛上主要的村落是Castlebay。巴拉岛和Vatersay岛现有人工堤道相连。岛的西部多沙地，东部多岩石。
岛上有一系列铁器时代的圆形石塔。